# Вармердам, Корнелиус
Корнелиус Вармердам (англ. Cornelius "Dutch" Warmerdam; 22 июня 1915, Лонг-Бич, Калифорния — 13 ноября 2001, Фресно, Калифорния) — американский легкоатлет, рекордсмен мира в прыжках с шестом с 1940 по 1957 год.

## Ранние годы
Вармердам родился в семье голландских мигрантов. Из-за своего происхождения, друзья, а вскоре и СМИ дали ему прозвище — «Голландец». В 12 лет он вырыл яму перед своим домом и вместе с братьями начал прыгать с шестом из персикового дерева. Вскоре его заметил местный тренер из средней школы Ханфорда, которую он закончил в 1932 году.
После окончания школы ни один из колледжей не предложил ему спортивную стипендию, поэтому он начал работать на ферме своего отца, собирая в саду персики и абрикосы в течение следующих полутора лет, прежде чем продавец спортивных товаров увидел, как Корнелиус совершает прыжки и не сообщил тренеру университета Фресно — Флинту Ханнеру, где весной 1934 года Вармердам начал прыгать.

## Спортивная карьера
Выполнив прыжок на 4,57 метра, Вармердам стал первым, кто смог прыгнуть выше 4,50 метров с бамбуковым шестом. Результат не был засчитан как мировой рекорд. Через два месяца, 29 июня 1940 года, его прыжок на 4,60 метра уже был ратифицирован. За свою карьеру он прыгнул выше 4,5 метров 43 раза, в то время, как ни один другой прыгун мира не смог покорить эту высоту хотя бы единожды. За четыре года он официально установил три мировых рекорда. Самым лучшим результатом стал прыжок на 4,77 метра, выполненный на турнире Modesto Relays в 1942 году. Рекорд продержался до 1957 года и был побит Робертом Гутовски уже с алюминиевым шестом. Участник восьми чемпионатов США по легкой атлетике, из них 6 раз становился чемпионом (1938, 1940—1944). В 1942 году получил приз Джеймса Салливана, но из-за Второй мировой войны не смог принять участие в Олимпийских играх. Игры 1940 и 1944 годов были отменены, а в 1948 году он уже стал тренером.

## Вторая мировая война
Вармердам, как и многие американские спортсмены, был зачислен в вооруженные силы США; его направили на военно-морскую службу в начале 1943 года, присвоив звание лейтенанта. Первоначально он был назначен офицером физической подготовки и его попросили продолжать прыгать с шестом, поскольку это могло привлечь потенциальных новобранцев.
Однако, к 1944 году он был назначен офицером пожарной и надзорной службы на эскортном авианосце Маттаникау. К лету 1945 года Маттаникау был отправлен на помощь в боях с Японией. Когда они почти дошли до Маршалловых Островов, им сообщили, что президент Гарри Трумэн приказал сбросить на японские города Хиросима и Нагасаки атомные бомбы, после чего Япония объявила о своей капитуляции.

## Карьера после войны
После войны произошла смена бамбукового шеста на алюминиевый, который вскоре был заменён на фиберглассовый. Вармердам официально завершил спортивную карьеру в 1946 году. Он уже обзавёлся семьей и чтобы содержать их, в 1947 году начал тренировать в колледже Фресно. Согласно олимпийским правилам того времени, спортсмены не могли участвовать в играх, если они зарабатывали деньги благодаря своему виду спорта, поэтому он не смог принимать участие в будущих Олимпийских играх и продолжил тренировать. В 1967 году назначен старшим тренером сборной команды США. Готовил команду к Панамериканским играм 1967 года (первое место) и матчу Северная Америка — Европа.
Иногда принимал участие в любительских соревнованиях. В 1975 году стал победителем чемпионата США в десятиборье среди спортсменов в возрасте 60 лет и старше.
До ухода на пенсию в 1980 году работал тренером по лёгкой атлетике в университете Фресно (позднее переименован в Университет штата Калифорния во Фресно). Сборная университета под его руководством выиграла второй чемпионат NCAA по лёгкой атлетике среди мужчин. Университет назвал новый стадион Вармердам Филд в его честь, а также присвоил звание профессора физического воспитания.
Является членом нескольких залов славы, в том числе: Зала славы лёгкой атлетики США, Зал славы Millrose Games и Зала славы IAAF.

## Личная жизнь
29 августа 1940 года Вармердам женился на Хуаните Андерсон. Вместе они прожили больше 60 лет, до его смерти в 2001 году, после борьбы с Болезнью Альцгеймера, которую обнаружили в 1990 году. Хуанита продолжила жить во Фресно, где умерла 14 февраля 2006 года. Было пять детей (Марк, Грег, Глория, Дэвид и Барри), двадцать внуков и пять правнуков.

## Результаты

### Рекорды
Рекорд ратифицирован
| Результат | Место    | Дата           |
| --------- | -------- | -------------- |
| 4,57 м    | Беркли   | 13 апреля 1940 |
| 4,60 м    | Фресно   | 29 июня 1940   |
| 4,64 м    | Станфорд | 12 апреля 1941 |
| 4,68 м    | Комптон  | 6 июня 1941    |
| 4,72 м    | Комптон  | 6 июня 1941    |
| 4,74 м    | Беркли   | 2 мая 1942     |
| 4,77 м    | Модесто  | 23 мая 1942    |

| Результат | Место    | Дата            |
| --------- | -------- | --------------- |
| 4,42 м    | Бостон   | 11 февраля 1939 |
| 4,48 м    | Нью-Йорк | 7 февраля 1942  |
| 4,58 м    | Нью-Йорк | 7 февраля 1942  |
| 4,62 м    | Бостон   | 14 февраля 1942 |
| 4,75 м    | Бостон   | 14 февраля 1942 |
| 4,79 м    | Чикаго   | 20 марта 1943   |

| Результат | Место    | Дата            |
| --------- | -------- | --------------- |
| 4,42 м    | Бостон   | 11 февраля 1939 |
| 4,48 м    | Нью-Йорк | 7 февраля 1942  |
| 4,58 м    | Нью-Йорк | 7 февраля 1942  |
| 4,62 м    | Бостон   | 14 февраля 1942 |
| 4,75 м    | Бостон   | 14 февраля 1942 |
| 4,79 м    | Чикаго   | 20 марта 1943   |